# Маріанна (оповідання)
«Маріанна» (англ. Mariana) — науково-фантастичне оповідання Фріца Лайбера, вперше опубліковане в лютому 1960 року журналом «Fantastic Science Fiction Stories».

## Сюжет
Домогосподарка Маріанна знаходить таємний пульт на 6 кнопок у своєму високотехнологічному будинку.
Підписана тільки перша кнопка — «дерева».
Вона з цікавості натискає її і хвойні дерева у дворі пропадають, відкриваючи, що будинок знаходиться посеред пустелі.
Повернути дерева натисканням кнопки неможливо, оскільки система їхнього забезпечення вимикається і відлітає геть.
Ввечері повертається з роботи її чоловік Джонатан і розповідає, що він знав, що дерева несправжні.
На пульті висвічується назва наступної кнопки — «будинок». Це розлючує Джонатана, оскільки він був упевнений, що купував справжній будинок.
Маріанна випадково натискає кнопку і будинок зникає.
На пульті висвічується назва наступної кнопки — «Джонатан». Маріанна випадково натискає кнопку і Джонатан зникає.
Маріанна вирішує дочекатись ранку у пустелі.
На пульті висвічується назва наступної кнопки — «зорі». Маріанна натискає кнопку і зорі зникають.
На пульті висвічується назва наступної кнопки — «лікар». Маріанна натискає кнопку, темрява зникає і вона опиняється в лікарні.
Механічний голос повідомляє їй, що вона може повернутись до своєї терапії виконання бажань, або дочекатись приходу лікаря.
Маріанна в паніці знову натискає кнопку лікаря і повертається в темряву.
Маріанна зітхає з полегшенням, коли на пульті висвічується назва останньої кнопки — «Маріанна».